# Dermatopsoides
Dermatopsoides is een geslacht van straalvinnige vissen uit de familie van naaldvissen (Bythitidae). Het geslacht is voor het eerst wetenschappelijk beschreven in 1948 door Smith.

## Soorten
- Dermatopsoides andersoni Møller & Schwarzhans, 2006
- Dermatopsoides kasougae (Smith, 1943)
- Dermatopsoides morrisonae Møller & Schwarzhans, 2006
- Dermatopsoides talboti Cohen, 1966